# Edificio Citterio
L'edificio Citterio è un edificio residenziale situato a Pavia. Fu progettato dall'ingegnere milanese Camillo Bianchi e costruito tra il 1939 e il 1941 su commissione del professor Vittorio Citterio. Rappresenta un esempio significativo di architettura razionalista del periodo fascista, combinando funzionalità e rispetto del contesto storico e paesaggistico in cui si inserisce.

## Storia
Camillo Bianchi fu uno degli ingegneri attivi nel XX secolo; sono suoi progetti anche altri edifici significativi nella provincia di Pavia, tra cui la ex casa del fascio (ora municipio in via Marconi), la scuola elementare Giovanni XXIII (ora scuola media) e la colonia elioterapica a Vidigulfo (ora sede ASL).  Contribuì significativamente all'urbanistica e all'architettura; tra il 1931 e il 1934, partecipò, insieme a Giuseppe Gazzaniga e all'architetto Mario Baciocchi, al concorso nazionale "Motto Caesar", ottenendo il terzo premio. Il concorso mirava a redigere un nuovo piano regolatore per la città di Pavia, affrontando problemi di traffico e igienico-sanitari post-bellici. Il progetto proponeva il miglioramento delle aree industriali, la riformulazione dei quartieri popolari e il potenziamento delle infrastrutture, inclusi un nuovo ponte sul Ticino e piazzette di smistamento per la viabilità urbana. 

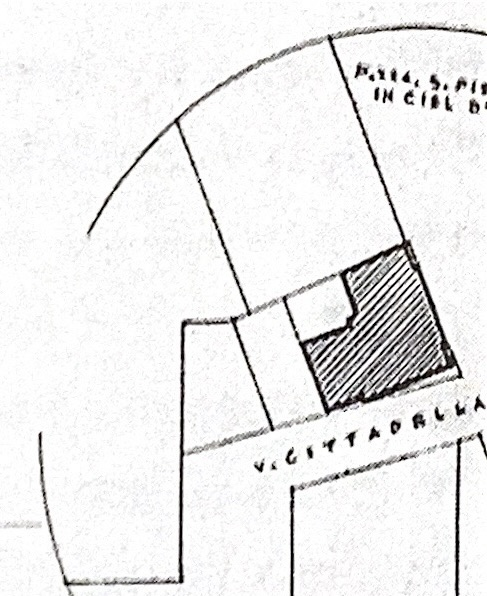
Imbocco su via cittadella

La costruzione, avvenuta tra il 1939 e il 1941, fu commissionata dal Prof. Vittorio Citterio, docente presso l'Università di Pavia nel dipartimento di scienze matematiche, fisiche e naturali. L'edificio sostituì una struttura preesistente sul terreno di ex proprietà di Paolo Bianchi che creava un angusto imbocco per via Cittadella, migliorando la viabilità arretrando l'edificio e allargando l'imbocco della via. 
La nuova costruzione rispettò il decoro architettonico e paesaggistico della zona, abbassando l'altezza di due metri della parte rivolta verso la Basilica di San Pietro in Ciel d’Oro per evitare una stonatura architettonica. Nessun danno paesaggistico sarebbe invece stato arrecato al prospetto volto verso via Cittadella, ex locazione del Teatro Guidi ora adibito ad autorimessa. 

## Descrizione

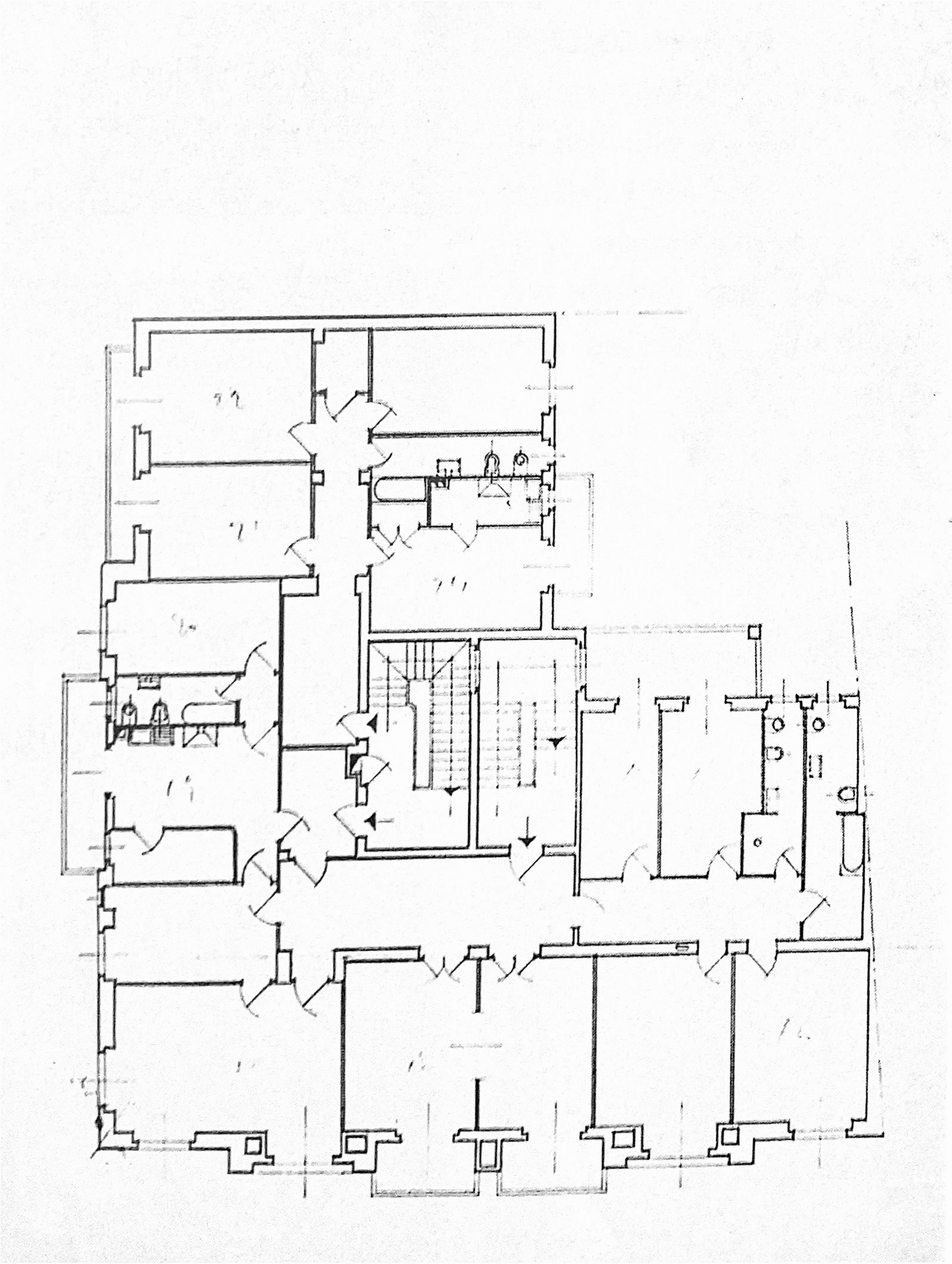
Primo piano Edificio Citterio

L’edificio è alto venti metri, si estende per sette piani di cui uno interrato adibito a cantina e uno adibito a un ampio
terrazzo e a un sottotetto. Presenta una pianta a L.

### Interni
Il nucleo abitativo è costituito da due vani scala, uno dei quali termina al primo piano, mentre al piano terreno vi è un ulteriore vano scala che conduce alla cantina. Ogni piano distribuisce tre appartamenti, ad eccezione del piano terreno, dove lo spazio di un appartamento è stato dedicato a due garage. Gli appartamenti presentano una distribuzione a corridoio centrale e doppio affaccio, tipica dell'epoca. 

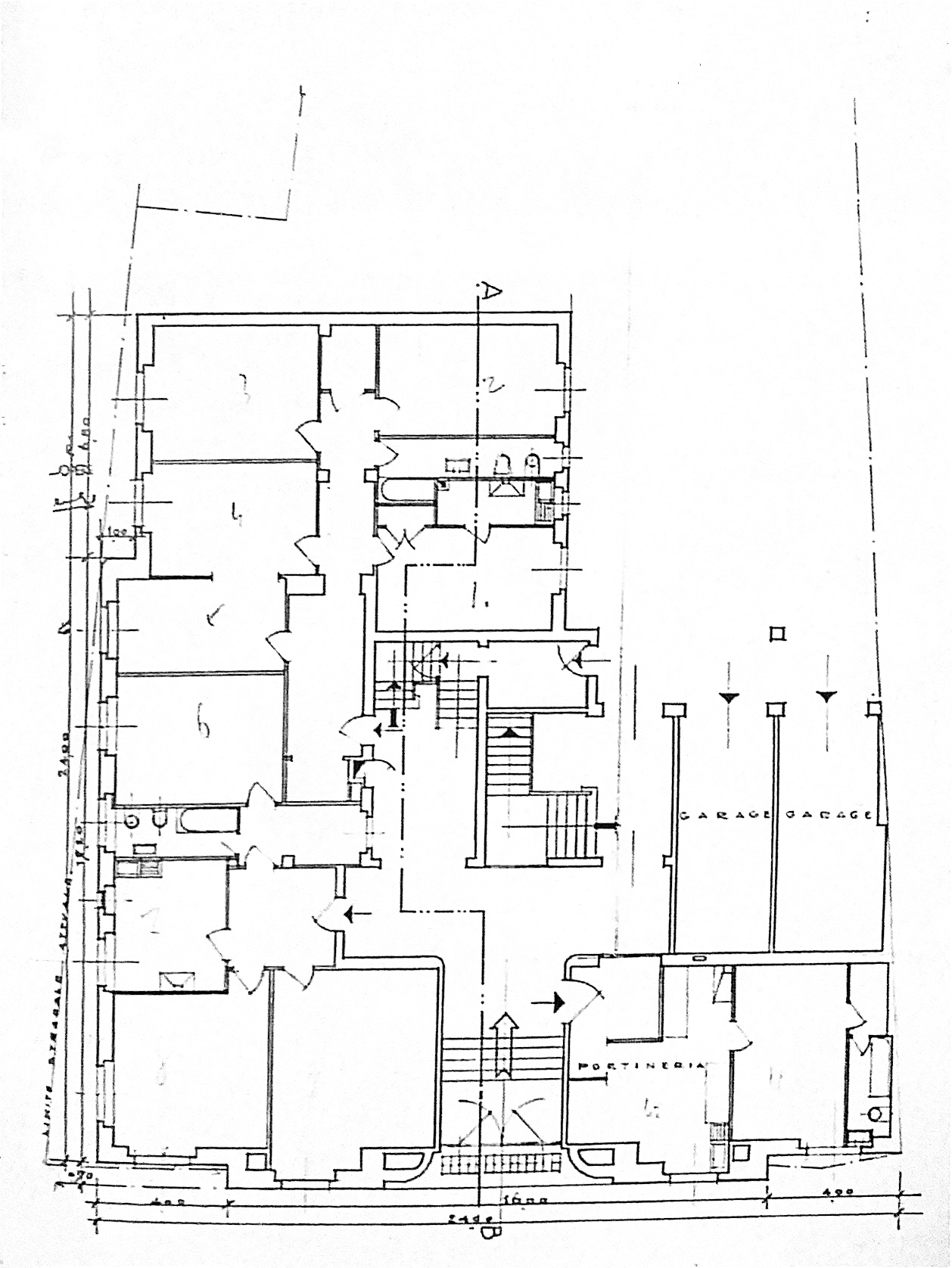
Piano Terreno Edificio Citterio

### Facciate

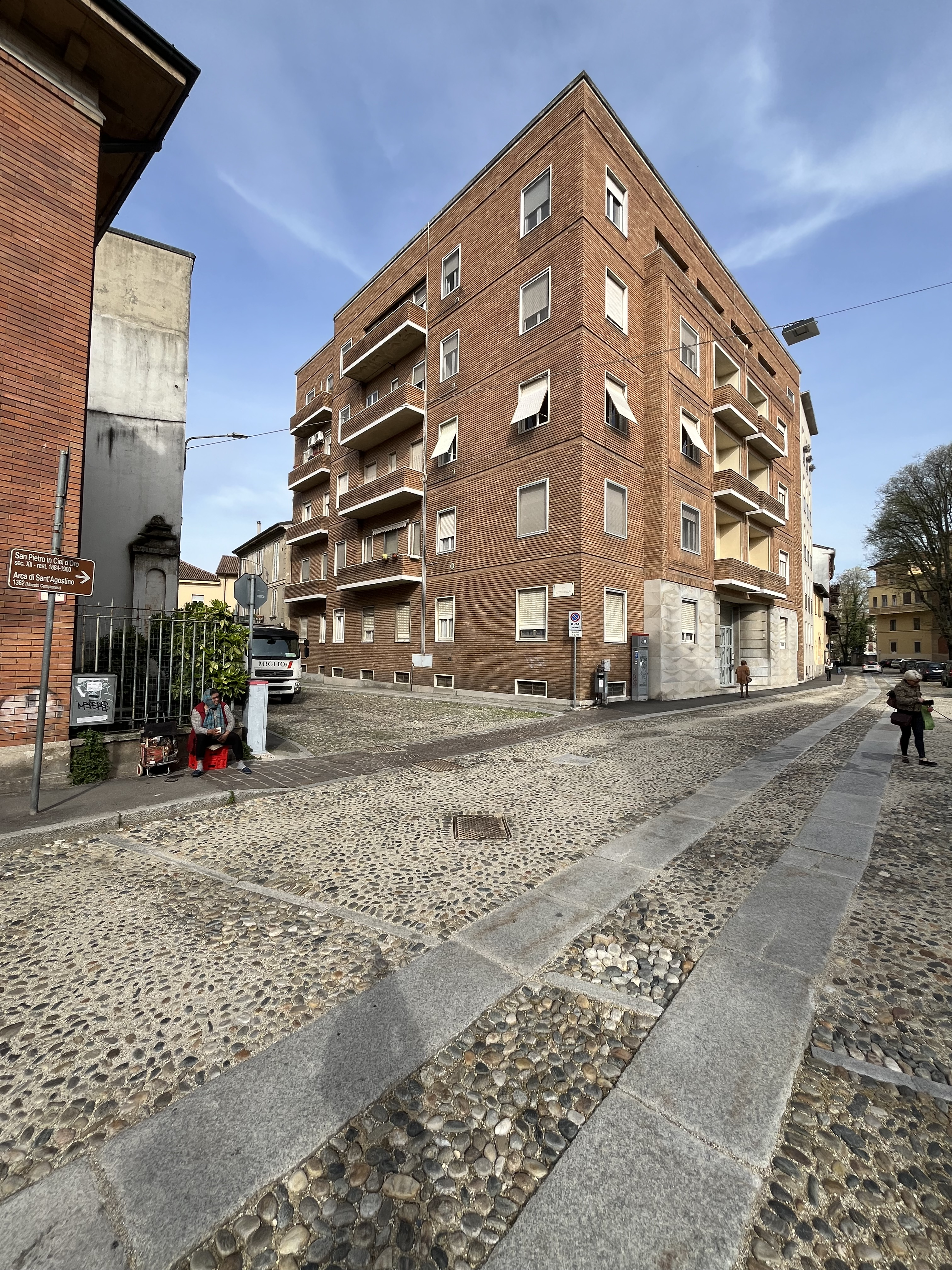
Prospetto su via Cittadella

Il fabbricato è rivestito con mattoni a vista e la composizione dei prospetti è simile a quella adottata dall'architetto Giovanni Muzio per le case Bonaiti e Malugani a Milano; il prospetto principale presenta un asse di simmetria centrale con un volume sporgente dal filo di facciata, il basamento è in lastre di pietra a taglio diamantato. Invece la parte superiore è suddivisa secondo una maglia quadrata. Logge e balconi centrali presentano riquadri sottolineati da sfondati e cornici lavorate con mattoni a vista.